# Sem Fronteiras (álbum de Bruna Viola)
Sem Fronteiras é o álbum de estreia da cantora Bruna Viola, lançado em 7 de agosto de 2015 pela Universal Music. Paul Ralphes, ao ver Bruna se apresentar em Belo Horizonte se interessou pelo talento da artista de Mato Grosso e resolveu produzir seu álbum de estreia.

## Divulgação
Singles
A primeira canção a ser lançada como single foi "Se Você Voltar", parceria com César Menotti & Fabiano. A canção foi lançada em 29 de junho de 2015 nas plataformas digitais.

## Lista de faixas
| N.º            | Título                                           | Compositor(es) | Duração  |  |
| 1.             | "No Ponteio da Viola"                            |                | 2:48     |  |
| 2.             | "Derramando Saudade"                             |                | 3:34     |  |
| 3.             | "Se Você Voltar" (Part. César Menotti & Fabiano) |                | 2:53     |  |
| 4.             | "Espero Mais"                                    |                | 3:04     |  |
| 5.             | "A Saudade Mandou Te Amar"                       |                | 3:19     |  |
| 6.             | "Melodias do Sertão"                             |                | 3:06     |  |
| 7.             | "Sistema da Bruta"                               |                | 2:17     |  |
| 8.             | "Nossas Almas"                                   |                | 2:40     |  |
| 9.             | "Flor Mato-grossense"                            |                | 2:42     |  |
| 10.            | "Olhos Puxados"                                  |                | 3:22     |  |
| 11.            | "Minha Viola"                                    |                | 3:18     |  |
| 12.            | "Moradia"                                        |                | 2:14     |  |
| 13.            | "Violeira"                                       |                | 2:48     |  |
| 14.            | "Saco de Ouro"                                   |                | 3:10     |  |
| 15.            | "Sem Fronteiras (Instrumental)"                  |                | 2:17     |  |
| Duração total: | Duração total:                                   | Duração total: | 00:43:32 |  |